# Perry Christie

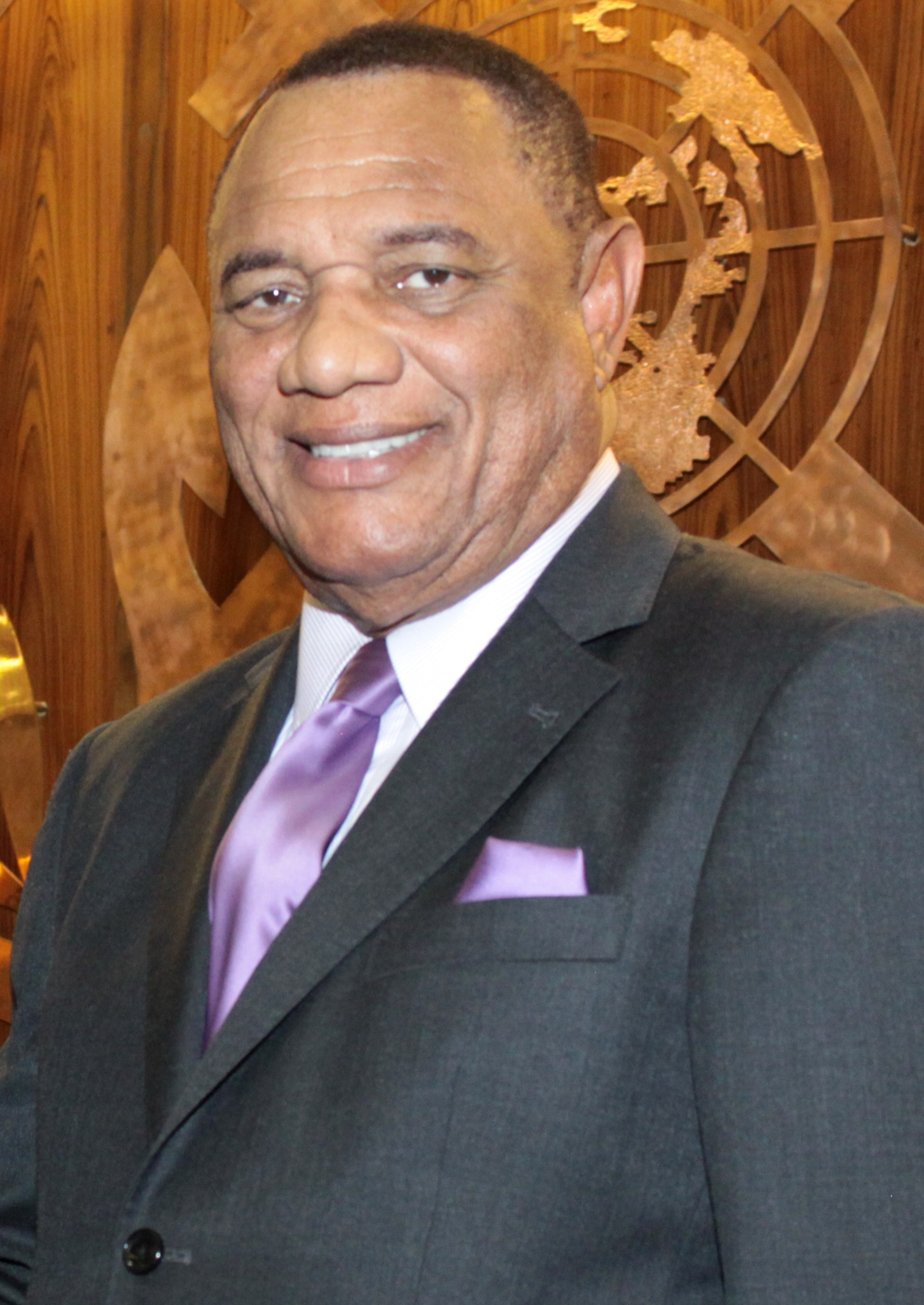
Perry Christie (2013)

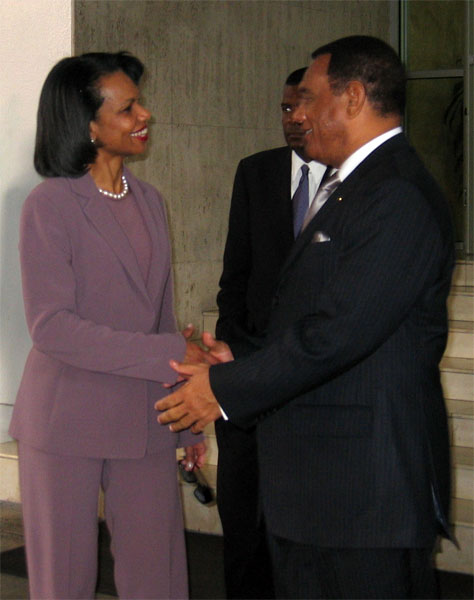
Perry Christie in Nassau, Bahamas (2006) mit der damaligen US-Außenministerin Condoleezza Rice

Perry Gladstone Christie (* 21. August 1943 in Nassau) war von 2002 bis 2007 und erneut von 2012 bis 2017 Premierminister der Bahamas. Er ist seit 1997 Vorsitzender der Progressive Liberal Party (PLP).

## Leben
Perry Gladstone Christie wurde als erster Sohn des Taxifahrers Gladstone L. Christie und der Krankenschwester Naomi Christie (geborene Allen) geboren. Er wuchs im Central District von New Providence auf, der auch als The Valley bekannt ist. Hier entstand 1958 die Junkanoo Gruppe Valley Boys, zu der er seit Beginn gehörte. Im Pioneers Sporting Club, dem Christie etwa zur selben Zeit beigetreten war, verbesserte er seine sportlichen Fähigkeiten so weit, dass er die Bahamas 1960 bei den West Indies Federation Games in Kingston, Jamaika und 1962 bei den Central American and Caribbean Games, ebenfalls in Kingston, vertrat. In beiden Jahren trat er in der Disziplin Dreisprung an und konnte bei den Central American and Caribbean Games sogar die Bronze-Medaille für sein Land holen.
Auf Grund seiner schlechten schulischen Leistungen wurde er von der Government High School geworfen. Dies stellte für den jungen Perry Christie ein einschneidendes Erlebnis dar. Um dennoch einen Schulabschluss zu erlangen, besuchte er daraufhin die Estern Senior School in Nassau. Nachdem er dort seinen Abschluss gemacht hatte, ging er zum University Tutorial College in London und zur Birmingham University. Dort machte er 1969 seinen LL.B. (Bachelor of Laws) mit Auszeichnung und wurde daraufhin zum Inner Temple, dem Gerichtshof von Wales und England, berufen. Nach seiner Rückkehr auf den Bahamas, wurde er als Rechtsanwalt Seniorpartner einer renommierten Anwaltskanzlei.
Der bekennende Anglikaner hat mit seiner Frau Bernadette Joan, geborene Hanna, einer Wirtschaftsprüferin und Rechtsanwältin, zwei Söhne (Steffan und Adam) und eine Tochter (Alexandra).

## Politische Karriere
Seinen ersten politischen Erfolg feierte Perry Christie im November 1974 als er, durch den amtierenden Premierminister Lynden O. Pindling, zum bis dahin jüngsten Senator in der Geschichte der Bahamas ernannt wurde. Dieses Amt hatte er bis zum Juni 1977 inne und wurde im Januar 1978 zum Vorsitzenden der Glücksspielbehörde berufen. Zu den Parlamentswahlen 1977 ließ er sich für die Progressive Liberal Party im Wahldistrikt Centreville aufstellen. Nachdem die PLP und Perry Christie die Wahl für sich verbuchen konnten, wurde das neue Parlamentsmitglied in das Kabinett von Lynden Pindling geholt, in dem er das Ministerium für Gesundheit und Sozialversicherung übernahm. Bei den nächsten Wahlen im Juni 1982 schaffte er es wiedergewählt zu werden und übernahm dieses Mal das Ministerium für Tourismus. Nach massiven Korruptions- und Bestechungsvorwürfen gegen die Regierung Pindling verließ Perry Christie 1984 das Kabinett und die Partei.
Zu den nächsten Wahlen 1987 trat er dann als Parteiloser an und verteidigte seinen Sitz im Parlament. Im März 1990 trat er wieder in die PLP ein und übernahm daraufhin das Ministerium für Landwirtschaft, Handel und Industrie. Bei den Parlamentswahlen im August 1992 konnte er seinen Sitz im Parlament trotz der starken Stimmenverluste seiner Partei, die nun nicht mehr die Mehrheit hatte, verteidigen. Im Januar 1993 wurde er zu einem Stellvertretenden Parteiführer gewählt und übernahm die Zuständigkeit für außerparlamentarische Aktivitäten seiner Partei. Bei den Parlamentswahlen im März 1997 konnte sich Perry Christie den neu entstandenen Distrikt Farm Road sichern und hatte damit einen von nur noch sechs Sitzen der PLP im House of Assembly.
Am 5. April 1997 wurde Perry Christie in einer Sonderversammlung zum neuen Parteiführer der PLP gewählt und löste damit Lynden Pindling ab, der die Partei seit 1956 geführt hatte. Er setzte sich bei der Wahl gegen seine beiden Konkurrenten Dr. Bernard J. Nottage und Philip C. Galanis durch. Zwei Tage später, am 7. April, wurde er daraufhin durch den Generalgouverneur Sir Orville Alton Turnquest zum Führer der Opposition ernannt. Bei den Parlamentswahlen am 2. Mai 2002 konnte Perry Christie mit seiner Partei den Wahlsieg holen und seinen alten Freund Hubert Ingraham von der Free National Movement schlagen, in dem sie 29 der 40 Sitze des House of Assembly errangen. Seit dem 3. Mai ist er damit der 3. Premierminister der Bahamas nach der Unabhängigkeit. In den frühen Morgenstunden des 3. Mai 2005 erlitt Perry Christie einen leichten Schlaganfall, woraufhin die stellvertretende Premierministerin Cynthia Pratt vom 4. Mai bis 22. Mai seine Amtsgeschäft übernahm. Bei den Wahlen vom Mai 2007 gewann das Free National Movement und FNP-Chef Hubert Ingraham wurde Premierminister.
Bei den Parlamentswahlen vom 7. Mai 2012 gewann Christies PLP die absolute Mehrheit, Christie wurde am 8. Mai 2012 als Premierminister vereidigt.
Die Parlamentswahl am 8. Mai 2017 verlor die PLP, die nur noch 4 der 39 Sitze erhielt, Perry konnte seinen Wahlkreis nicht verteidigen. Sein Nachfolger als Regierungschef wurde der FNM-Vorsitzende Hubert Minnis.